# Minami Manabu
Manabu Minami (sinh ngày 17 tháng 2 năm 1988) là một cầu thủ bóng đá người Nhật Bản.

## Sự nghiệp câu lạc bộ
Manabu Minami đã từng chơi cho Amitie SC, YSCC Yokohama và ReinMeer Aomori.